# (35090) 1990 WR1
1990 WR1 (asteroide 35090) é um asteroide da cintura principal. Possui uma excentricidade de 0.15849620 e uma inclinação de 6.20912º.
Este asteroide foi descoberto no dia 18 de novembro de 1990 por Eric Walter Elst em La Silla.